# Ђерђ Колонич
Ђерђ Колонич (мађ. Kolonics György; Будимпешта, 4. јуни 1972 — Будимпешта, 15. јули 2008) био је мађарски олимпијски и светски првак у вожњи кануа.
Такмичио се од 1993. године и у 16 година дугој каријери освојио 15 златних 10 сребрних и 3 бронзане медаље на светским првенствима. Веслао је са подједнаким успехом у конкуренцији једноклека, двоклека и четвороклека.
Пре 12 година добио је национално признање због златне медаље у двоклеку на 500 m са Чабом Хорватом на Олимпијским играма у Атланти 1996.
После Хорватовог одласка у спортску пензију 1998. године, Колонич је ставио фокус на појединачно такмичење и на Олимпијским играма 2000. је освојио у категорији Ц-1 на 500 златну медаљу. После овог успеха ипак је пристао да се врати и трка поново у двојцу, овај пут са Ђерђом Козманом. Пар је освојио бронзану медаљу на Олимпијским играма 2004. у класи Ц-2 на 1000 м, и златну медаљу на на светским првенствима 2006. и 2007. године. Оба пута на 500 м. Овај двојац је такође представљао Мађарску на Олимпијским играма 2008. у тркама на 500 м и 1000 м и ово наредне олимпијске игре је требало да буду пете зе Ђерђа Колонича.
Припремајући се у Будимпешти за своје пете Олимпијске игре у Пекингу 2008. у двоклеку са Ђерђом Кожманом на 500 и 1.000 m, умро је за време тренинга од срчаног удара 15. јула 2008. године.